# Шосткинське вище професійне училище

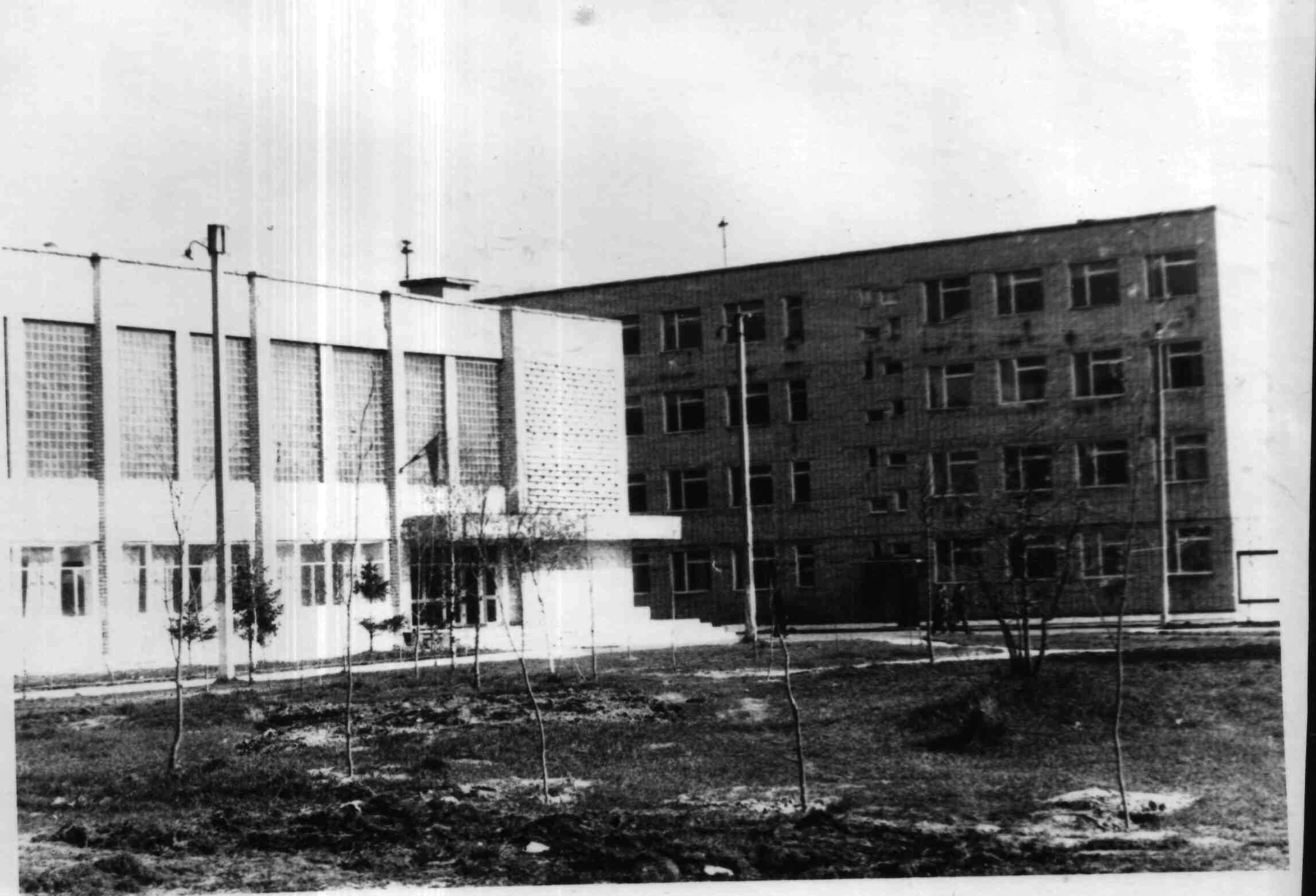
Шосткинське СПТУ № 19 перед безпосереднім відкриттям (літо 1977 року)

ДПТНЗ «Шосткинське вище професійне училище» — Державний професійно-технічний навчальний заклад, який знаходиться в місті Шостка, Сумської області.

## Історія училища
Історія Державного професійно-технічного навчального закладу «Шосткинське вище професійне училище» розпочалась 31 грудня 1976 року, коли Рада Міністрів Української Радянської Соціалістичної Республіки, Державний комітет з професійної освіти та Міністерство промислового будівництва підписали спільний наказ за № 3/458 про створення в Шостці — одному з найбільших райцентрів Сумської області — училища будівельного профілю.
Проект передбачав цілий комплекс споруд різного призначення для задоволення всіх потреб професійно-технічного навчального закладу. Сюди ввійшли: 4-поверховий навчальний корпус, де розмістилися 20 кабінетів теоретичного навчання (в тому числі й лабораторії) та адміністративний відділ; два окремі 2-поверхові корпуси з просторим фоє, їдальнею на 150 посадочних місць, спортзалом на 250 місць та 10 майстернями виробничого навчання; 5-поверховий гуртожиток на 450 місць; котельня; господарчі будівлі. Проектна потужність училища — 720 навчальних місць. Сам навчальний заклад становить компактний і зручний комплекс, розташований в екологічно благополучному мікрорайоні міста, на перетині важливих автомаршрутів, відносно недалеко від залізничного вокзалу та автостанції.
Шосткинське середнє міське професійно-технічне училище № 19 відкрило свої двері 01 вересня 1977 року. Це було четверте училище, відкрите в місті, його перший набір становив 6 навчальних груп загальною кількістю 134 учні й охоплював 4 будівельні професії:
- електрогазозварник;
- електромонтажник;
- штукатур;
- лицювальник-плиточник-мозаїчник.

У наступні роки поступово розширювався перелік професій: з'явились групи працівників мостових, козлових і консольних кранів, столярів будівельних-теслярів, мулярів-монтажників.
З 1980 року училище почало освоювати інші профілі, паралельно поглиблюючи і вдосконалюючи навчання за будівельними професіями. Бурхливий розвиток промисловості в місті та регіоні допоміг відкрити в Шосткинському ПТУ № 19 групи слюсарів з ремонту автомобілів, слюсарів контрольно-вимірювальних пристроїв та апаратів.
З 1982 по 1987 рік у місті було розформовано два училища, які готували кваліфікованих робітників на базі повної загальної середньої освіти. Правонаступником цих училищ стало ПТУ № 19, перейнявши від ТУ № 3 і 17 традиції підготовки продавців та кухарів-кондитерів.
У 1990 році Шосткинське ПТУ № 19 першим у Сумській області організовувало курсову підготовку з окремих професій для всіх бажаючих з числа працівників училища, учнів та жителів міста й району. Це дозволило училищу вийти на інший рівень навчання і стати джерелом професійних знань не лише для молоді 15-18 років, але й для людей більш старшого віку.
Училище оперативно відгукнулось на стрімкі зміни в суспільстві та економіці, пов'язані з перебудовою і розвалом Радянського Союзу, організувавши в 1991 році співпрацю з міським центром зайнятості по перепідготовці робітничих кадрів. І знову ПТУ № 19 стало першим у Сумській області. У період розбудови незалежної України це було новим поштовхом для розвитку училища.
З 1999 року училище першим в області почало навчання за професією «бармен-буфетник-офіціант» і запропонувало платну первинну професійну підготовку для учнів, зарахованих понад державне замовлення.
Поворотним для училища став 2002 рік. На двадцять п'ятому році свого існування наказом Міністерства освіти і науки України № 92 від 14 лютого 2002 р. ПТУ № 19 було реорганізоване у Державний професійно-технічний навчальний заклад вище професійне училище. Ліцензування підготовки молодших спеціалістів за напрямком «Технологія харчування» підняло училище на ІІІ атестаційний рівень — найвищий атестаційний рівень для професійно-технічних навчальних закладів.

## Ресурси

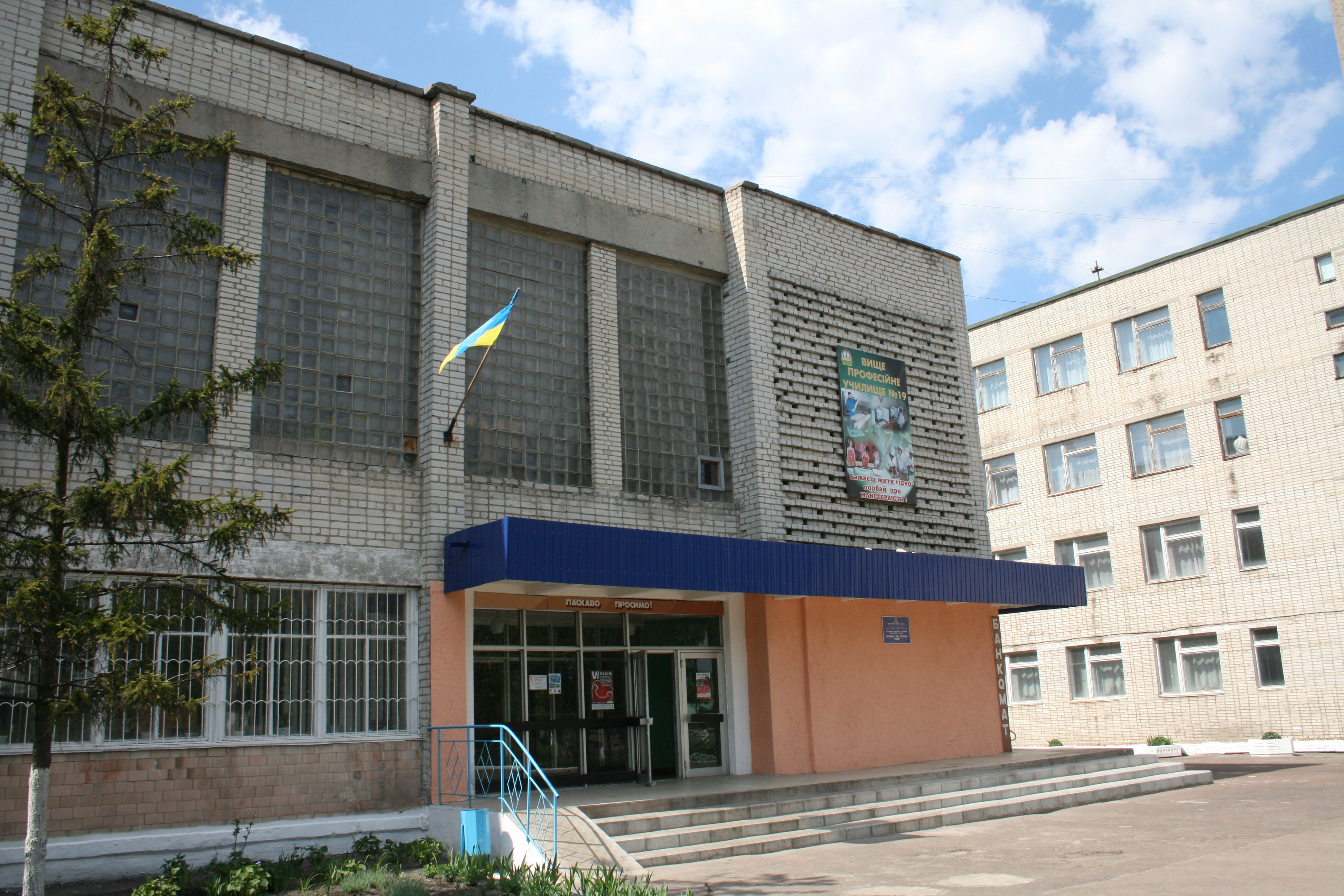
Шосткинське вище професійне училище сьогодні

І. В оперативному користуванні ДПТНЗ «Шосткинське вище професійне училище» перебувають:
1. Блок теоретичного навчання площею 2860 кв.м. (м. Шостка, вул. Воронізька, 38);
2. Побутовий блок площею 2733 кв.м. (м. Шостка, вул. Воронізька, 38);
3. Навчально-виробничі майстерні площею 2464 кв.м. (м. Шостка, вул. Воронізька, 38);
4. Автогараж площею 140 кв.м. (м. Шостка, вул. Воронізька, 38);
5. Тир площею 30 кв.м. (м. Шостка, вул. Воронізька, 38);
6. Пральня площею 426 кв.м. (м. Шостка, вул. Воронізька, 38);
7. Гуртожиток площею 6975 кв.м. (м. Шостка, вул. Воронізька, 38);
8. Земельна ділянка площею 30468 кв.м. (м. Шостка, вул. Воронізька, 38), є державною власністю, перебуває у сфері управління Міністерства освіти і науки України та закріплена за ДПТІТЗ «Шосткинське вище професійне училище».

ІІ. Штат працівників станом на 01.10.2018 року складає 128 чоловік.
ІІІ. Контингент учнів, що навчаються на бюджетній основі:
- 2011 рік — 692 учні;
- 2012 рік — 574 учні;
- 2013 рік — 609 учнів;
- 2014 рік — 533 учні;
- 2015 рік — 493 учні;
- 2016 рік — 526 учнів;
- 2017 рік — 551 учень;
- 2018 рік — 556 учнів;
- 2019 рік - 537 учнів;
- 2020 рік - 554 учні;
- 2021 рік - 508 учнів;
- 2022 рік - 523 учні.

## Основні завдання, повноваження та напрямки діяльності закладу
Головним завданням Шосткинського вищого професійного училища є забезпечення права громадян України на професійне навчання відповідно до їх покликань, інтересів і здібностей з метою задоволення потреб економіки країни у кваліфікованих і конкурентоспроможних на ринку праці робітниках та молодших спеціалістах.
До основних повноважень і напрямів діяльності ДПТНЗ «Шосткинське ВПУ» належать:
а) організація навчально-виховного процесу, обрання форм та методів навчання;
б) навчально-виробнича, навчально-виховна, навчально-методична, фінансово-господарська та виробничо-комерційна діяльність;
в) розроблення робочих навчальних планів з професій і робочих навчальних програм з навчальних предметів на основі типових навчальних планів і типових навчальних програм, визначення регіонального компоненту змісту професійно-технічної освіти, які затверджуються в установленому порядку;
г) розроблення правил прийому учнів, слухачів до Шосткинського вищого професійного училища на основі типових правил прийому;
ґ) формування разом з органами управління професійно-технічною освітою планів прийому учнів, слухачів з урахуванням державного замовлення, потреб ринку праці та потреб громадян у професійно-технічній освіті і замовлень підприємств, установ, організацій;
д) організація харчування, матеріальне забезпечення та побутове обслуговування учнів, слухачів;
е) атестація педагогічних працівників;
є) організація стажування педагогічних працівників на підприємствах, в установах, організаціях;
ж) здійснення професійного навчання незайнятого населення;
з) організація виробничого навчання учнів, слухачів на виробництві, навчальних майстернях, навчально-виробничих підрозділах та у сфері послуг;
и) забезпечення заходів з охорони праці учнів, слухачів, працівників;
і) матеріально-технічне забезпечення навчально-виховного процесу;
ї) визначення структури і штатного розпису з урахуванням установленого фонду заробітної плати;
й) забезпечення належної якості професійного навчання та виховання учнів, слухачів;
к) видача документів про освіту встановлених зразків.
До основних напрямів діяльності ДПТНЗ «Шосткинське ВПУ» також належить надання платних послуг, що визначені постановою Кабінету Міністрів України від 27 серпня 2010 р. № 796 «Про затвердження переліку платних послуг, які можуть надаватися навчальними закладами, іншими установами та закладами системи освіти, що належать до державної і комунальної форми власності» та пов'язані з його основною статутною діяльністю.

## Професії та спеціальності
Заклад здійснює професійно-технічну підготовку за професіями та спеціальностями:
| №   | Код за ДК      | Назва професії                                                     | Вид підготовки | Ліцензован. обсяг | Термін дії ліцензії |
| --- | -------------- | ------------------------------------------------------------------ | --- | ----------------- | ------------------- |
| 1.  | 7122 7212      | Муляр Електрозварник ручного зварювання                            | Первинна професійна підготовка                                                                                           | 90                | безстрокова         |
| 2.  | 5123           | Офіціант                                                           | Первинна професійна підготовка                                                                                           | 50                | безстрокова         |
| 3.  | 5129           | Майстер ресторанного обслуговування                                | Первинна професійна підготовка                                                                                           | 60                | безстрокова         |
| 4.  | 8232           | Зварник пластмас                                                   | Первинна професійна підготовка                                                                                           | 50                | безстрокова         |
| 5.  | 7124 7423      | Столяр будівельний Верстатник деревообробних верстатів             | Первинна професійна підготовка, курсове професійно-технічне навчання, підвищення кваліфікації, перепідготовка            | 90                | безстрокова         |
| 6.  | 7133 7141 7132 | Штукатур Маляр Лицювальник-плиточник                               | Первинна професійна підготовка, курсове професійно-технічне навчання, підвищення кваліфікації, перепідготовка            | 90                | безстрокова         |
| 7.  | 7212           | Електрогазозварник                                                 | Первинна професійна підготовка, курсове професійно-технічне навчання, підвищення кваліфікації, перепідготовка            | 90                | безстрокова         |
| 8.  | 7231           | Слюсар з ремонту колісних транспортних засобів                     | Первинна професійна підготовка, курсове професійно-технічне навчання, підвищення кваліфікації, перепідготовка            | 90                | безстрокова         |
| 9.  | 5122           | Кухар                                                              | Первинна професійна підготовка, курсове професійно-технічне навчання, підвищення кваліфікації, перепідготовка робітників | 90                | безстрокова         |
| 10. | 5122 7412      | Кухар Кондитер                                                     | Первинна професійна підготовка, курсове професійно-технічне навчання, підвищення кваліфікації, перепідготовка робітників | 90                | безстрокова         |
| 11. | 5123 5123      | Бармен Офіціант                                                    | Первинна професійна підготовка, курсове професійно-технічне навчання, підвищення кваліфікації, перепідготовка            | 90                | безстрокова         |
| 12. | 4112           | Оператор комп'ютерного набору                                      | Первинна професійна підготовка, курсове професійно-технічне навчання, підвищення кваліфікації                            | 90                | безстрокова         |
| 13. | 4115           | Секретар керівника (організації, підприємства, установи)           | Первинна професійна підготовка, курсове професійно-технічне навчання, перепідготовка                                     | 90                | безстрокова         |
| 14. | 4121           | Обліковець з реєстрації бухгалтерських даних                       | Первинна професійна підготовка, курсове професійно-технічне навчання, підвищення кваліфікації                            | 90                | безстрокова         |
| 15. | 7129           | Монтажник гіпсокартонних конструкцій                               | Первинна професійна підготовка, курсове професійно-технічне навчання, підвищення кваліфікації, перепідготовка            | 60                | безстрокова         |
| 16. | 7131           | Покрівельник рулонних покрівель та покрівель із штучних матеріалів | Первинна професійна підготовка, курсове професійно-технічне навчання, підвищення кваліфікації, перепідготовка            | 60                | безстрокова         |
| 17. | 5220           | Продавець продовольчих товарів                                     | Первинна професійна підготовка, курсове професійно-технічне навчання, підвищення кваліфікації, перепідготовка            | 90                | безстрокова         |
| 18. | 5220           | Продавець непродовольчих товарів                                   | Первинна професійна підготовка, курсове професійно-технічне навчання, підвищення кваліфікації, перепідготовка            | 90                | безстрокова         |
| 19. | 5123           | Офіціант                                                           | Курсове професійно-технічне навчання, підвищення кваліфікації, перепідготовка                                            | 15                | безстрокова         |
| 20. | 5123           | Майстер ресторанного обслуговування                                | Курсове професійно-технічне навчання, підвищення кваліфікації, перепідготовка                                            | 15                | безстрокова         |
| 21. | 8232           | Зварник пластмас                                                   | Курсове професійно-технічне навчання, підвищення кваліфікації, перепідготовка                                            | 15                | безстрокова         |

Підготовка за освітньо-кваліфікаційним рівнем «молодший бакалавр»:
| №  | Код за ДК | Назва професії     | Вид підготовки | Ліцензован. обсяг | Термін дії ліцензії |
| -- | --------- | ------------------ | -------------- | ----------------- | ------------------- |
| 1. | 0517      | Харчові технології | Денна          | 30                | безстрокова         |

## Досягнення
Починаючи з 2006 року, ДПТНЗ «Шосткинське вище професійне училище» регулярно представляє профтехосвіту Сумщини серед найкращих училищ області. Так, за результатами традиційної міжнародної виставки «Сучасна освіта в Україні» наш професійно-технічний навчальний заклад має такі нагороди і звання:
| Роки | Досягнення |
| ---- | --- |
| 2006 | - Диплом Дев'ятої міжнародної виставки «Сучасна освіта в Україні — 2006» «за вагомий внесок в інноваційний розвиток національної системи освіти» (м. Київ, 15-17 лютого 2006 р.); - Диплом Третьої виставки-презентації «Інноваційні технології навчання» (м. Київ, 26-28 жовтня 2006 р.,) «за розробку і впровадження у навчально-виховний процес інноваційних освітніх технологій»; |
| 2007 | - Почесне звання «Лідер сучасної освіти» на Десятій Ювілейній міжнародній виставці навчальних закладів «Сучасна освіта в Україні — 2007» (15-17 лютого 2007 р.); - Дипломант конкурсу у номінації «Інновації у розробці сучасних технічних та наочних засобів навчання» (Четверта виставка-презентація «Інноваційні технології навчання», м. Київ, 30 жовтня — 1 листопада 2007 р.); |
| 2008 | - Диплом «за високі творчі досягнення в удосконаленні змісту навчально-виховного процесу» (Одинадцята міжнародна виставка навчальних закладів, м. Київ, 27-29 лютого 2008 р.); - Диплом переможця рейтингу професійно-технічних навчальних закладів в номінації «Якісна професійна освіта» (м. Суми, 2008 р.); |
| 2010 | - Подяка голови Сумської обласної державної адміністрації колективові ДПТНЗ «Шосткинське вище професійне училище» «за значний внесок у розвиток професійно-технічної освіти Сумщини, підготовку кваліфікованих робітничих кадрів, результативність у роботі та з нагоди 70-річчя від дня створення системи ПТО»; |
| 2011 | - Диплом «за активну участь в інноваційній модернізації національної системи освіти» (Міжнародна виставка «Сучасні навчальні заклади — 2011», м. Київ, 2-4 березня 2011 р.); - Диплом «за активне упровадження у навчальний процес освітніх інновацій» (Третя виставка-презентація «Інноватика в сучасній освіті», м. Київ, 18-20 жовтня 2011 р.); |
| 2012 | - Диплом переможця ІІ ступеня ІІ (обласного) етапу Всеукраїнського конкурсу-захисту сучасної моделі навчального закладу — Школи сприяння здоров'ю в номінації «Професійно-технічний навчальний заклад» (м. Суми, 2012 р.); - Диплом «за активну роботу з модернізації системи освіти» (ІІІ Міжнародна виставка «Сучасні заклади освіти — 2012», м. Київ, 1-3 березня 2012 р.); - Бронзова медаль у номінації «Створення та упровадження сучасних засобів навчання» (м. Київ, 1-3 березня 2012 р.).                                                                                |
| 2013 | - Диплом Четвертої міжнародної виставки «Сучасні заклади освіти — 2013» (28 лютого — 2 березня 2013 р., м. Київ) «за вагомий внесок у розвиток національної освіти». |
| 2014 | - Диплом П'ятої міжнародної виставки «Сучасні заклади освіти — 2014» (18 — 20 березня 2014 р., м. Київ) «за презентацію досягнень в інноваційній модернізації національної освіти»; - Диплом Шостого міжнародного форуму «Інноватика в сучасній освіті» (21-23 жовтня 2014 р., м. Київ) «за активну діяльність з інноваційного оновлення змісту національної освіти». |
| 2015 | - Диплом Шостої міжнародної виставки «Сучасні заклади освіти — 2015» (12 — 14 березня 2015 р., м. Київ) «за творчу працю з підвищення якості національної освіти». |
| 2016 | - Диплом і бронзова медаль в номінації «Використання комплексу сучасних засобів ІКТ, програм і рішень для підвищення якості освіти» за результатами Міжнародної виставки «Сучасні заклади освіти — 2016» (17-19 березня 2016 р., м. Київ); - Почесне звання «Лідер професійно-технічної освіти України» за результатами міжнародної виставки «Освіта та кар'єра-2016» (14-16 квітня 2016 р., м. Київ); - Диплом і срібна медаль у номінації «Профорієнтаційна робота серед молоді» за результатами міжнародної виставки «Освіта та кар'єра-2016» (14-16 квітня 2016 р., м. Київ). |
| 2017 | - Диплом ІІ ступеня і Срібна медаль в номінації «Інноваційні підходи в закладах освіти до процесу формування творчої особистості та виховання громадянина-патріота» за результатами VIII Міжнародної виставки «Сучасні заклади освіти-2017» (16-18 березня 2017р., м. Київ) - Диплом ІІ ступеня та Срібна медаль в номінації «Нова професійно-технічна освіта в контексті євроінтеграційного руху України» за результатами Міжнародної виставки «Інноватика в сучасній освіті» (24-26 жовтня 2017 р., м. Київ)                                                                    |

## Педагогічний склад
Професійна діяльність педагогів училища, крім поваги з боку учнів та батьків, відзначена багатьма державними нагородами. ДПТНЗ «Шосткинське вище професійне училище» пишається майстром спорту СРСР викладачем фізкультури Глинчаком Валерієм Володимировичем, нагрудними знаками «А. С. Макаренко» відзначена багаторічна самовіддана робота майстра виробничого навчання Жук Антоніни Іванівни та заступника директора з навчально-виробничої роботи Романченка Олександра Івановича. Старший майстер виробничого навчання Куций Віктор Васильович 2010 року став першим педагогічним працівником профтеоосвіти Сумщини, нагородженим нагрудним знаком «І. Г. Ткаченко».
Серед педагогів нашого училища на сьогодні нараховується 10 відмінників освіти України, а саме: Мигун Н. І. (заступник директора з навчально-виробничої роботи), Романченко О. І. (методист), Ануфрієва Т. М. (методист), Куций В. В. (старший майстер  виробничого навчання), Мосенцева О. О. (старший майстер  виробничого навчання), Глинчак В. В. (викладач), Скомороха Н. П. (заступник директора з навчально-виховної роботи), Гурба О. А. (майстер виробничого навчання), Мартиненко Н. О. (майстер виробничого навчання).
Особисті професійні досягнення працівників ДПТНЗ «Шосткинське вище професійне училище»:
| №                        | Прізвище, ім'я, по батькові    | Посада                                                                  | Конкурс/ змагання | Результат                                                       |
| 2010-2011 навчальний рік | 2010-2011 навчальний рік       | 2010-2011 навчальний рік                                                | 2010-2011 навчальний рік | 2010-2011 навчальний рік                                        |
| ------------------------ | ------------------------------ | ----------------------------------------------------------------------- | --- | --------------------------------------------------------------- |
| 1                        | Осадченко Любов Олександрівна  | Майстер виробничого навчання                                            | Обласний огляд-конкурс кухонь-лабораторій з професії «кухар», «кухар-кондитер» | ІІ місце                                                        |
| 2                        | Мартиненко Ніна Олександрівна  | Майстер виробничого навчання                                            | Обласний огляд-конкурс кухонь-лабораторій з професії «кухар», «кухар-кондитер» | ІІ місце                                                        |
| 3                        | Скомороха Наталія Петрівна     | Викладач                                                                | Обласний конкурс викладачів української мови та літератури | Диплом І ступеня за результатами першого етапу конкурсу         |
| 4                        | Відділення металообробки       | Відділення металообробки                                                | Обласна виставка виробів металообробки | ІІІ місце                                                       |
| 5                        | Жадан Тетяна Володимирівна     | Бібліотекар                                                             | Всеукраїнський огляд-конкурс «Роль бібліотеки ПТНЗ у формуванні професійної компетентності робітничих кадрів» | Диплом І ступеня                                                |
| 2011-2012 навчальний рік |                                |                                                                         | |                                                                 |
| 1                        | Антоневич Ігор Іванович        | Керівник гуртка художньої самодіяльності                                | Обласний конкурс «Педагог-новатор-2012» | І місце                                                         |
| 2                        | Рябуха Любов Володимирівна     | Керівник фізвиховання                                                   | Обласний конкурс-захист моделі навчального закладу «Школа сприяння здоров'ю» (ІІ етап). Проект «Формування здоров'язберігаючої компетентності учнів навчального закладу»                                                           | ІІ місце                                                        |
| 3                        | Лавриненко Тетяна Михайлівна   | Соціальний педагог                                                      | Обласний конкурс-захист моделі навчального закладу «Школа сприяння здоров'ю» (ІІ етап). Проект «Формування здоров'язберігаючої компетентності учнів навчального закладу»                                                           | ІІ місце                                                        |
| 4                        | Геращенко Оксана Володимирівна | Викладач історії                                                        | Обласний конкурс-захист моделі навчального закладу «Школа сприяння здоров'ю» (ІІ етап). Проект «Формування здоров'язберігаючої компетентності учнів навчального закладу»                                                           | ІІ місце                                                        |
| 5                        | Приходько Анжела Борисівна     | Практичний психолог                                                     | Обласний конкурс-захист моделі навчального закладу «Школа сприяння здоров'ю» (ІІ етап). Проект «Формування здоров'язберігаючої компетентності учнів навчального закладу»                                                           | ІІ місце                                                        |
| 2012-2013 навчальний рік |                                |                                                                         | |                                                                 |
| 1                        | Савинська Ольга Анатоліївна    | Майстер виробничого навчання                                            | Всеукраїнський конкурс професійної майстерності серед майстрів в/н ПТНЗ з професії «кухар» (ІІ етап) | ІІ місце                                                        |
| 2                        | Мисик Микола Григорович        | Майстер виробничого навчання (будівельний профіль)                      | Обласний конкурс «Педагог-новатор-2013» | І місце                                                         |
| 2013-2014 навчальний рік |                                |                                                                         | |                                                                 |
| 1                        | Бистрицька Валентина Петрівна  | Викладач                                                                | Обласний огляд-конкурс на найкраще комплексно-методичне забезпечення предметів | Технологія приготування їжі з основами товарознавства — І місце |
| 2                        | Роговець Оксана Григорівна     | Викладач                                                                | Обласний огляд-конкурс на найкраще комплексно-методичне забезпечення предметів | Іноземна мова — ІІІ місце                                       |
| 3                        | Мисик Микола Григорович        | Майстер виробничого навчання                                            | Обласний конкурс «Золоте серце» | І місце                                                         |
| 4                        | Клименко Марина Миколаївна     | Майстер виробничого навчання                                            | Всеукраїнський конкурс професійної майстерності серед майстрів в/н ПТНЗ з професії «офіціант» | ІІ етап — І місце; ІІІ етап — ІІІ місце                         |
| 5                        | Скомороха Наталія Петрівна     | Викладач української мови                                               | Обласний конкурс «Педагог-новатор-2014» | І місце                                                         |
| 2014-2015 навчальний рік |                                |                                                                         | |                                                                 |
| 1                        | Білявська Марина Володимирівна | Викладач                                                                | Обласний огляд-конкурс на найкраще комплексно-методичне забезпечення предмета «Математика» | ІІ місце                                                        |
| 2015-2016 навчальний рік |                                |                                                                         | |                                                                 |
| 1                        | Єпик Наталія Анатоліївна       | Викладач охорони праці                                                  | Міжнародна виставка «Сучасні заклади освіти — 2016». Номінація «Використання комплексу сучасних засобів ІКТ, програм і рішень для підвищення якості освіти»                                                                        | Диплом і бронзова медаль                                        |
| 2                        | Скомороха Наталія Петрівна     | Заступник директора з навчально-виховної роботи, керівник творчої групи | Міжнародна виставка «Освіта та кар'єра-2016». Номінація «Профорієнтаційна робота серед молоді». Проект творчої групи «Шлях до успіху (Організація профорієнтаційної роботи серед молоді професійно-технічним навчальним закладом)» | Диплом і срібна медаль                                          |
| 2                        | Рогова Ліана Михайлівна        | Викладач, керівник гуртка, член творчої групи                           | Міжнародна виставка «Освіта та кар'єра-2016». Номінація «Профорієнтаційна робота серед молоді». Проект творчої групи «Шлях до успіху (Організація профорієнтаційної роботи серед молоді професійно-технічним навчальним закладом)» | Диплом і срібна медаль                                          |
| 2                        | Сисоєв Андрій Олександрович    | Викладач, член творчої групи                                            | Міжнародна виставка «Освіта та кар'єра-2016». Номінація «Профорієнтаційна робота серед молоді». Проект творчої групи «Шлях до успіху (Організація профорієнтаційної роботи серед молоді професійно-технічним навчальним закладом)» | Диплом і срібна медаль                                          |
| 2                        | Щасна Наталія Володимирівна    | Майстер виробничого навчання, член творчої групи                        | Міжнародна виставка «Освіта та кар'єра-2016». Номінація «Профорієнтаційна робота серед молоді». Проект творчої групи «Шлях до успіху (Організація профорієнтаційної роботи серед молоді професійно-технічним навчальним закладом)» | Диплом і срібна медаль                                          |
| 2016-2017 навчальний рік |                                |                                                                         | |                                                                 |
| 1                        | Єпик Наталія Анатоліївна       | Викладач охорони праці                                                  | Міжнародний форум «Інноватика в сучасній освіті» (25-27 жовтня 2016 р., м. Київ) | Диплом лауреата конкурсу І ступеня                              |
| 1                        | Минтус Оксана Іванівна         | Майстер виробничого навчання                                            | Міжнародний форум «Інноватика в сучасній освіті» (25-27 жовтня 2016 р., м. Київ) | Диплом лауреата конкурсу І ступеня                              |
| 1                        | Гурба Олександр Анатолійович   | Директор                                                                | Міжнародний форум «Інноватика в сучасній освіті» (25-27 жовтня 2016 р., м. Київ) | Диплом лауреата конкурсу І ступеня                              |
| 2                        | Ануфрієва Тамара Михайлівна    | Методист                                                                | VIII Міжнародна виставка «Сучасні заклади освіти-2017» (16-18 березня 2017р., м. Київ). Номінація: «Інноваційні підходи в закладах освіти до процесу формування творчої особистості та виховання громадянина-патріота»             | Диплом ІІ ступеня і срібна медаль                               |
| 2                        | Щасна Наталія Володимирівна    | Майстер виробничого навчання                                            | VIII Міжнародна виставка «Сучасні заклади освіти-2017» (16-18 березня 2017р., м. Київ). Номінація: «Інноваційні підходи в закладах освіти до процесу формування творчої особистості та виховання громадянина-патріота»             | Диплом ІІ ступеня і срібна медаль                               |
| 2                        | Гурба Олександр Анатолійович   | Директор                                                                | VIII Міжнародна виставка «Сучасні заклади освіти-2017» (16-18 березня 2017р., м. Київ). Номінація: «Інноваційні підходи в закладах освіти до процесу формування творчої особистості та виховання громадянина-патріота»             | Диплом ІІ ступеня і срібна медаль                               |
| 2                        | Мосенцева Ольга Олександрівна  | Старший майстер виробничого навчання                                    | VIII Міжнародна виставка «Сучасні заклади освіти-2017» (16-18 березня 2017р., м. Київ). Номінація: «Інноваційні підходи в закладах освіти до процесу формування творчої особистості та виховання громадянина-патріота»             | Диплом ІІ ступеня і срібна медаль                               |
| 2                        | Смоляр Ніна Олександрівна      | Заступник директора з навчально-виробничої роботи                       | VIII Міжнародна виставка «Сучасні заклади освіти-2017» (16-18 березня 2017р., м. Київ). Номінація: «Інноваційні підходи в закладах освіти до процесу формування творчої особистості та виховання громадянина-патріота»             | Диплом ІІ ступеня і срібна медаль                               |
| 2                        | Скомороха Наталія Петрівна     | Заступник директора з навчально-виховної роботи                         | VIII Міжнародна виставка «Сучасні заклади освіти-2017» (16-18 березня 2017р., м. Київ). Номінація: «Інноваційні підходи в закладах освіти до процесу формування творчої особистості та виховання громадянина-патріота»             | Диплом ІІ ступеня і срібна медаль                               |
| 2017-2018 навчальний рік |                                |                                                                         | |                                                                 |
| 1                        | Роговець Оксана Григорівна     | Викладач іноземної мови                                                 | Міжнародна виставка «Інноватика в сучасній освіті» (24-26 жовтня 2017 р., м. Київ). Номінація: «Нова професійно-технічна освіта в контексті євроінтеграційного руху України»                                                       | Диплом ІІ ступеня та срібна медаль                              |
| 1                        | Остапчук Світлана Миколаївна   | Викладач іноземної мови                                                 | Міжнародна виставка «Інноватика в сучасній освіті» (24-26 жовтня 2017 р., м. Київ). Номінація: «Нова професійно-технічна освіта в контексті євроінтеграційного руху України»                                                       | Диплом ІІ ступеня та срібна медаль                              |
| 1                        | Ануфрієва Тамара Михайлівна    | Методист                                                                | Міжнародна виставка «Інноватика в сучасній освіті» (24-26 жовтня 2017 р., м. Київ). Номінація: «Нова професійно-технічна освіта в контексті євроінтеграційного руху України»                                                       | Диплом ІІ ступеня та срібна медаль                              |
| 2                        | Никлонський Андрій Степанович  | Майстер виробничого навчання                                            | Дев'ята міжнародна виставка «Сучасні заклади освіти-2018» (15-17 березня 2018р., м. Київ). Номінація: «Упровадження інновацій у педагогічний процес для підвищення якості знань випускників»                                       | Диплом і срібна медаль                                          |
| 2                        | Спєвак Алла Володимирівна      | Заступник директора з навчальної роботи                                 | Дев'ята міжнародна виставка «Сучасні заклади освіти-2018» (15-17 березня 2018р., м. Київ). Номінація: «Упровадження інновацій у педагогічний процес для підвищення якості знань випускників»                                       | Диплом і срібна медаль                                          |

Результатом системної творчої професійної діяльності педагогічного колективу навчального закладу є стабільно високі показники навчально-виховного процесу з талановитою молоддю ДПТНЗ «Шосткинське вище професійне училище»
| №                        | Конкурс / змагання | Результат |
| 2010-2011 навчальний рік | 2010-2011 навчальний рік | 2010-2011 навчальний рік |
| ------------------------ | --- | --- |
| 1                        | Міжнародний конкурс з української мови ім. П. Яцика | ІІ етап — ІІІ місце; ІІІ етап — ІІІ місце; IV етап (всеукраїнський) — участь |
| 2                        | Конкурс знавців української мови ім. Т. Г. Шевченка | Два третіх місця |
| 3                        | Всеукраїнські учнівські олімпіади з базових дисциплін (ІІ етап: обласний) | Хімія — ІІ місце; Біологія — ІІІ місце |
| 4                        | Всеукраїнські учнівські олімпіади із спеціальних дисциплін (ІІ етап: обласний) | Обліковець — І місце; Лицювальник-плиточник — І місце; Муляр — ІІІ місце; ІІІ місце (кухар) Кухар — ІІІ місце; ІІІ місце (кондитер) Кондитер — ІІІ місце; ІІ місце (маляр) Маляр — ІІ місце |
| 5                        | Обласний конкурс «Таланти профтехосвіти-2011» | Диплом ІІІ ступеня в номінації «Вокал» |
| 5                        | Обласний конкурс «Таланти профтехосвіти-2011» | Диплом ІІ ступеня серед агітбригад з теми «Здоров'я у твоїх руках» |
| 6                        | Обласний конкурс «Учень року-2011» | Диплом переможця в номінації «Лідер року» |
| 7                        | Всеукраїнські конкурси професійної майстерності серед учнів ПТНЗ | Кондитер: ІІ етап (обласний) — ІІІ місце |
| 7                        | Всеукраїнські конкурси професійної майстерності серед учнів ПТНЗ | Штукатур: ІІ етап (обласний) — І місце; ІІІ етап (фінал)- участь |
| 8                        | Командні спортивні змагання серед навчальних закладів м. Шостка «Нумо, хлопці!», присвячені Дню Збройних сил України | І місце |
| 9                        | Диплом та стипендія голови Сумської облдержадміністрації на 2011 рік | Рубанік Анна, учениця ІІІ курсу |
| 2011-2012 навчальний рік | | |
| 1                        | Міжнародний конкурс серед учнів ПТНЗ «Учень року-2012» | Диплом переможця в номінації «Громадський діяч року» |
| 2                        | Обласний конкурс «Таланти профтехосвіти-2012» | Вокальний ансамбль — ІІ місце |
| 2                        | Обласний конкурс «Таланти профтехосвіти-2012» | Вокал (соло) — ІІ місце |
| 3                        | Міський конкурс агітбригад «Здоров'ю — так!» | ІІІ місце |
| 4                        | Всеукраїнська спартакіада з баскетболу серед команд ПТНЗ (юнаки): фінал | ІІІ місце |
| 2012-2013 навчальний рік | | |
| 1                        | Всеукраїнські конкурси професійної майстерності серед учнів ПТНЗ | Офіціант: ІІ етап (обласний) — І місце; ІІІ етап (фінал) — 8 місце |
| 1                        | Всеукраїнські конкурси професійної майстерності серед учнів ПТНЗ | Столяр будівельний: ІІ етап (обласний) — І місце; ІІІ етап (фінал) — 14 місце |
| 2                        | Обласний етап Всеукраїнські олімпіади із спеціальних дисциплін (ІІ етап: обласний) | Столяр будівельний: ІІ місце |
| 3                        | XXVII обласна спартакіада серед ПТНЗ (загальний результат) | ІІІ місце |
| 2013-2014 навчальний рік | | |
| 1                        | Обласний огляд-конкурс художньої самодіяльності «Таланти профтехосвіти-2014» | ІІ місце |
| 2                        | Всеукраїнські учнівські олімпіади із спеціальних дисциплін за основними напрямками підготовки (ІІ етап: обласний) | Технологія малярних робіт — І місце |
| 3                        | XIV Міжнародний конкурс з української мови ім. П. Яцика (ІІ етап) | ІІІ місце |
| 4                        | Міжнародний мовно-літературний конкурс ім. Т. Шевченка (ІІ етап; конкурс ораторського мистецтва) | І місце |
| 5                        | Всеукраїнський відкритий конкурс читців, присвячений 200-річчю від дня народження Т. Г. Шевченка (4-6 квітня 2014 р., м. Київ); старша вікова категорія | ІІ місце |
| 6                        | Міжнародний конкурс серед учнів ПТНЗ «Учень року-2014» | І місце в номінації «Лідер року» |
| 2014-2015 навчальний рік | | |
| 1                        | XIV Всеукраїнський конкурс учнівської творчості. Номінація «Історія України та державотворення» (учні І-ІІІ курсів) | ІІ місце |
| 2                        | Всеукраїнські учнівські олімпіади з базових дисциплін (ІІ етап: обласний) | Українська мова і література — ІІІ місце Біологія — І місце Іноземна мова — ІІ місце Історія — І місце Хімія — І місце Географія — ІІІ місце                                                |
| 3                        | Всеукраїнські учнівські олімпіади із спеціальних дисциплін (ІІ етап: обласний) | Кондитер — ІІІ місце |
| 4                        | Міжнародний конкурс серед учнів ПТНЗ «Учень року-2015» | Диплом переможця в номінації «Громадський діяч року» |
| 5                        | Диплом та стипендія голови Сумської облдержадміністрації на 2015 рік | Скрибка Сергій, учень II курсу |
| 2015-2016 навчальний рік | | |
| 1                        | Міжнародний конкурс серед учнів ПТНЗ «Учень року-2016» | Диплом переможця в номінації «Креативний учень» |
| 2                        | Обласний конкурс «Найкращі справи учнів-патріотів ПТНЗ» | Учнівський проект «Ми, українці, — патріотична нація» посів II місце |
| 3                        | Подяка Навчально-методичного центру професійно-технічної освіти у Сумській області, обласної ради лідерів учнівського самоврядування ПТНЗ Сумської області «за активну життєву позицію та вагомий особистий внесок у розвиток діяльності учнівського самоврядування ПТНЗ Північного округу» | Антипенко Анна, учениця ІІ курсу |
| 4                        | Конкурс «Нумо, дівчата!» серед команд навчальних закладів м. Шостка Сумської області | І місце |
| 2016-2017 навчальний рік | | |
| 1                        | ХХХІ обласна спартакіада серед професійно-технісних навчальних закладів Сумщини | Волейбол (дівчата): ІІІ місце Міні-футбол (дівчата): ІІ місце Волейбол (юнаки): І місце |
| 2                        | ІІ тур інтелектуальної гри з економіки (ініціатор проведення гри: Національна академія статистики, обліку та аудиту, м. Київ) | ІІ місце |
| 3                        | Стрільба з пневматичної гвинтівки (міські змагання) | ІІ місце |
| 4                        | Міські змагання «Нумо, дівчата!» | І місце |
| 5                        | ІІ (обласний) етап Всеукраїнського конкурсу фахової майстерності серед учнів професійно-технічних навчальних закладів з професії «Кондитер» | ІІІ місце |
| 6                        | Обласний конкурс учнівських волонтерських загонів | І місце |
| 7                        | Обласний конкурс на кращу вебсторінку учнівського самоврядування нічних навчальних закладів з професії «Кондитер» | І місце |
| 8                        | Обласний огляд-конкурс «Таланти профтехосвіти» | ІІ місце |
| 9                        | Обласний конкурс «Учень року-2017» | Перемога в номінації «Нова генерація» |
| 2017-2018 навчальний рік | | |
| 1                        | Обласний конкурс учнівських волонтерських загонів «Ветеран живе поруч» х навчальних закладів з професії «Кондитер» | І місце |
| 2                        | Всеукраїнські олімпіади із загальноосвітніх дисциплін (обласний рівень) | Інформаційні технології: ІІІ місце Фізика: ІІ місце |
| 3                        | XVII Всеукраїнський конкурс учнівської творчості | Два других місця |
| 4                        | Інтелектуальна гра «Брейн-ринг» | Чотири других місця |
| 5                        | VIII Всеукраїнський конкурс з української мови імені Петра Яцика | ІІІ місце |
| 6                        | Міський конкурс на кращу снігову фігуру | ІІ місце |
| 7                        | Відкритий міський конкурс з інформаційних технологій | І місце |
| 8                        | Міські змагання «Молодь обирає здоров'я» | ІІ місце |
| 9                        | Міський конкурс-фотовиставка «У світі все починається з мами» | ІІ місце |
| 10                       | Обласний огляд-конкурс «Таланти профтехосвіти» | І місце |